# Zgornji Slemen, Selnica ob Dravi
Zgornji Slemen este o localitate din comuna Selnica ob Dravi, Slovenia, cu o populație de 105 locuitori.